# Уелгріс Хайландерс
Футбольний клуб «Уелгріс Хайландерс» або просто «Уелгріс Хайландерс» (англ. Welgris Highlanders Football Club) — напівпрофесіональний футбольний клуб з міста Маунт-Гаґен з Папуа Нової Гвінеї. Незважаючи на те, що клуб базується в Маунт-Гаґен, він проводить свої домашні поєдинки в місті Горока.

## Історія
ФК «ВФД Момадс» було засновано в 2006 році в місті Маунт-Гаґен, в 2007 року команда виступає під своєю нинішньою назвою. За підсумками регулярної частини сезону 2006 року «Уелгріс Хайландерс» фінішував на 5-му місці напівпрофесійної Національної Соккер Ліги, а в сезоні 2007/08 років знову фінішував на 5-у місці, з 7-ми команд-учасниць.

## Відомі гравці
- Коріаг Упаїга
- Семюел Кіні